# Orso Ipato
Orso Ipato (Olaszország, 1. évezred – Velence, 737) volt Velence harmadik dózséja, aki két elődjével, Paolo Anafestóval és Marcello Tegallianóval ellentétben már igencsak valóságos történelmi személynek tűnik. Orso idejében vetette meg alapjait a független Velence, hiszen a kor viharos eseményei lehetővé tették a politikai kibontakozást Itália északi részén.

## Élete
A lagúnák vidéke, és a kis Velence városa is, mint általában Itália nagy része hivatalosan a Ravennai Exarchátus ellenőrzése alatt állt. A Ravennában székelő exarcha a bizánci császár helytartójaként uralkodott a félszigeten. Azonban elérkezett az idő, amikor az Exarchátus befolyása igencsak megcsappant az alattvalók felett: III. Leó császár képromboló politikáját az itáliai lakosság mereven ellenezte. Leó szerint az összes szentet ábrázoló szobor és kép bálványnak minősül, és ezért meg kell semmisíteni azokat. Az ellenkezés lázba hozta az egész félszigetet. Ez megfelelő körülményeket teremtett az északon állomásozó longobárdok számára, hogy lerohanják az exarchátust és a pápák uralma alatt álló Pentapoliszt. 

Mivel Orso elődje, Marcello Tegalliano békét kötött a longobárd uralkodóval, Liutpranddal, ezért teljes erejükkel Ravennára koncentrálhattak.
A velencei hajóhad legénysége is fellázadt a császári hatalom ellen, azonban Orso felismerte, hogy előnyt kovácsolhat abból, ha az Exarchátus mellett ragad fegyvert, ezért 729-ben megszegte a longobárdokkal kötött békét, és a bizánci seregek mellett harcba indult a pogány germánok ellen. Az egyesült seregeknek végül 732-ben sikerült visszafoglalniuk Ravennát – igaz, ez leginkább III. Gergely pápának volt köszönhető, mivel az exarcha seregei végleg kimerültek. Mindenesetre a velenceiek első sikeres hadi vállalkozásukon voltak túl, amelynek végén sikerült kivívniuk részleges függetlenségüket. A Longobárd Királyság elismerte Orso felügyeletét az exarchátus útjai felett, az exarcha pedig megelégedett azzal, hogy nagyrészt sikerült megtartania tartományát.
A bizánci császár hálája jeléül consuli tisztet ajándékozott Orsonak, amely görögül az Ipato tisztet jelöli. Ez később nevének részévé vált. Orso volt tehát az első olyan dózse, akinek az uralma alatt a későbbi gazdag kereskedőváros elindult a függetlenedéshez vezető úton. Azonban minden tisztelete ellenére a bizánci udvar nem bízott meg sem Orsóban, sem népében. Leó rossz szemmel nézte a lagúna függetlenedési törekvéseit, és nem túlzottan örült Velence megnövekedett befolyásának sem az Exarchátus felett. Orso rejtélyes körülmények között lelte halálát 737-ben. Valószínűleg a császár parancsára gyilkolták meg. Ez már csak azért is igen valószínű, mert a korabeli krónikák ekkor arról számolnak be, hogy a lagúnák területeit a Bizánc által kinevezett magister militumok irányították. 737-ben a császár eltörölte a dózse méltóságot, és a magister militum rangot Domenico Leono kezébe helyezte egy évre. Domenicot Felice Cornachino követte, majd 739-től két éven át Teodato Ipato lett a seregek vezetője. Leváltása után Giuleo Ipato majd Fabrice Ziani követte őt az egész lagúnára kiterjedő hatalomban. 742-ben a lagúna népe ismét eléggé megerősödött ahhoz, hogy ellenálljon a császárnak, és ismét a nép választhatta meg urát, a dózsét.